# IEEE 802.11b
IEEE 802.11b-1999 o 802.11b, es una modificación de la Norma IEEE 802.11 que amplía la tasa de transferencia hasta los 11 Mbit/s usando la misma banda de 2.4 GHz. Estas especificaciones bajo el nombre comercial de Wi-Fi han sido implantadas en todo el mundo. La modificación se incorporó a la norma en la edición IEEE 802.11-2007.
Las 802.11 son un juego de Normas IEEE que gobiernan los métodos de trasmisión para redes inalámbricas. Hoy se usan sus versiones 802.11a, 802.11b, 802.11g, 802.11n, 802.11ac, 802.11ax y 802.11be para proporcionar conectividad en los hogares, oficinas y establecimientos comerciales.

## Canales y frecuencias
| Canal | Frecuencia central | Ancho de banda        | Canales solapados   |
| ----- | ------------------ | --------------------- | ------------------- |
| 1     | 2.412 GHz          | 2.401 GHz - 2.423 GHz | 2,3,4,5             |
| 2     | 2.417 GHz          | 2.406 GHz - 2.428 GHz | 1,3,4,5,6           |
| 3     | 2.422 GHz          | 2.411 GHz - 2.433 GHz | 1,2,4,5,6,7         |
| 4     | 2.427 GHz          | 2.416 GHz - 2.438 GHz | 1,2,3,5,6,7,8       |
| 5     | 2.432 GHz          | 2.421 GHz - 2.443 GHz | 1,2,3,4,6,7,8,9     |
| 6     | 2.437 GHz          | 2.426 GHz - 2.448 GHz | 2,3,4,5,7,8,9,10    |
| 7     | 2.442 GHz          | 2.431 GHz - 2.453 GHz | 3,4,5,6,8,9,10,11   |
| 8     | 2.447 GHz          | 2.436 GHz - 2.458 GHz | 4,5,6,7,9,10,11,12  |
| 9     | 2.452 GHz          | 2.441 GHz - 2.463 GHz | 5,6,7,8,10,11,12,13 |
| 10    | 2.457 GHz          | 2.446 GHz -2.468 GHz  | 6,7,8,9,11,12,13,14 |
| 11    | 2.462 GHz          | 2.451 GHz - 2.473 GHz | 7,8,9,10,12,13,14   |
| 12    | 2.467 GHz          | 2.456 GHz - 2.478 GHz | 8,9,10,11,13,14     |
| 13    | 2.472 GHz          | 2.461 GHz - 2.483 GHz | 9,10,11,12,14       |
| 14    | 2.484 GHz          | 2.473 GHz - 2.495 GHz | 12,13               |

Nota: No todos los canales están permitidos en todos los países. 